# Tibetská kuchyně

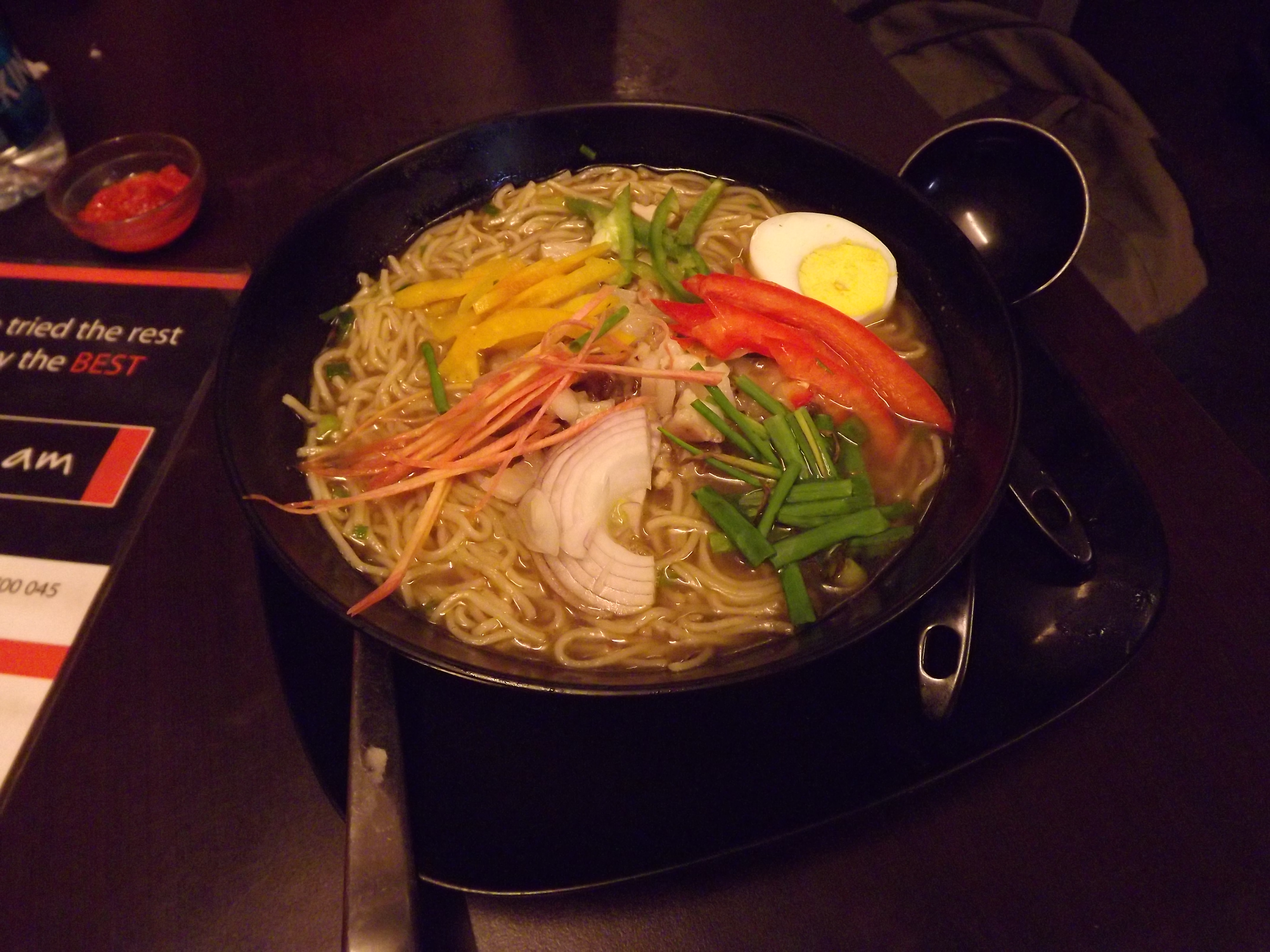
Thukpa, tradiční tibetský pokrm

Tibetská kuchyně (tibetsky: བོད་ཀྱི་ཟ་ཆ།) je na rozdíl od sousedních kuchyní ochuzená o mnoho surovin, protože jen málo plodin roste v takové nadmořské výšce. Přesto je podobná kuchyni nepálské, indické a čínské. Jídlo dodává Tibeťanům energii a živiny a pomáhá přežít v nehostinných podmínkách.
Tibetská kuchyně je ovlivněna nadmořskou výškou. Lidé z vyšších poloh obvykle jedí více masa než lidé z nížin, kde jsou zelenina a obilniny dostupnější.

## Ingredience

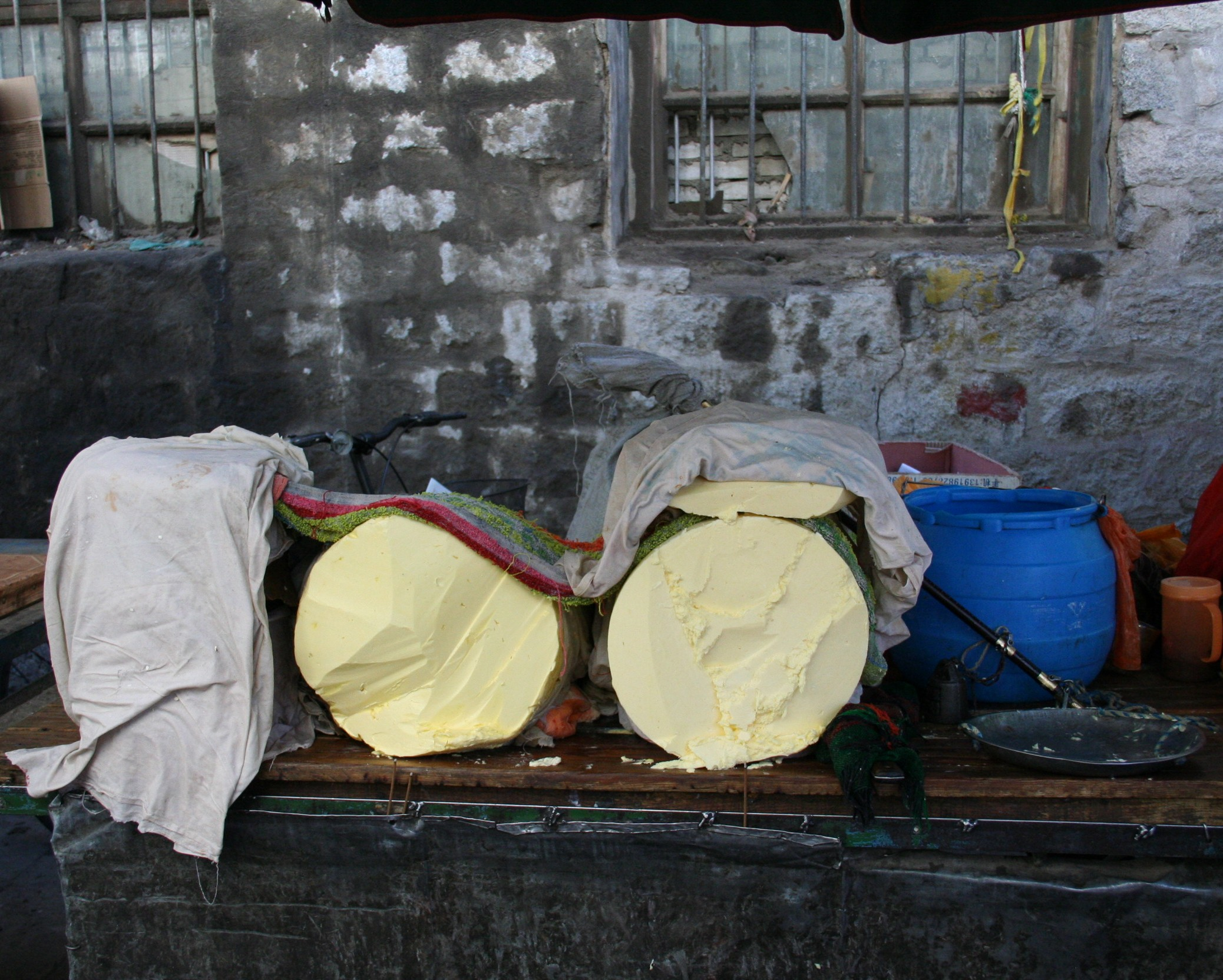
jačí máslo

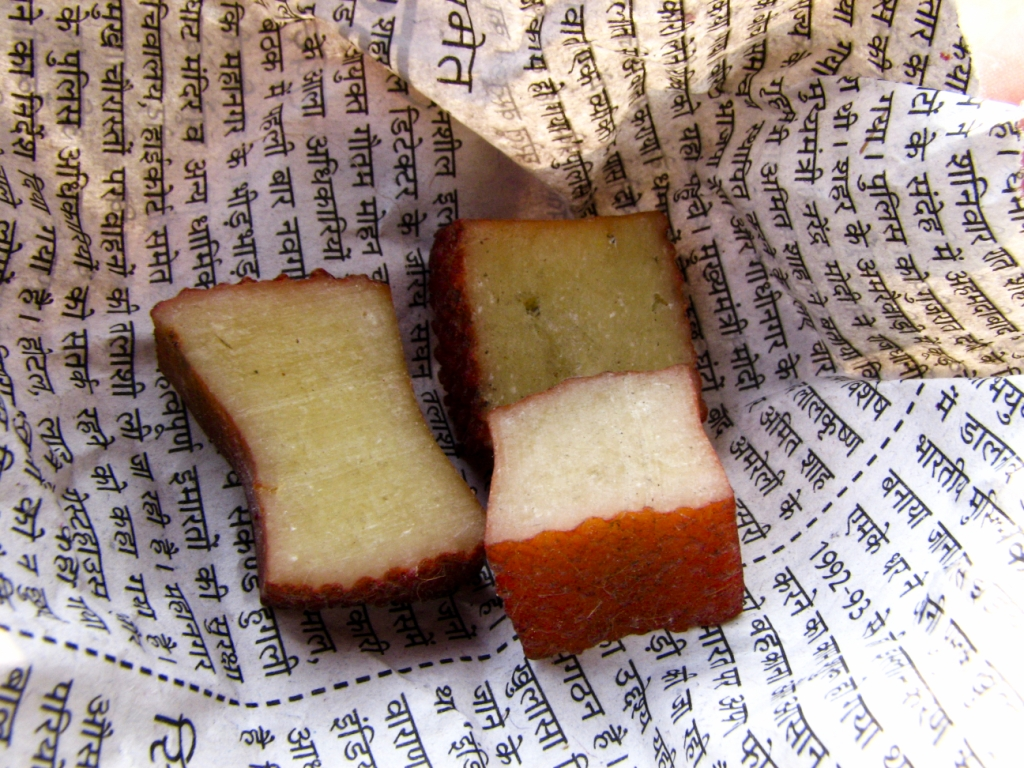
jačí sýr čhurpi

Nejdůležitější plodinou je ječmen. Z ječmenné mouky a jačího másla se vyrábí základní tibetská potravina – campa (tibetsky: རྩམ་པ་,wylie: rcam pa). Campa servírovaná k tradičnímu máslovému čaji je obvykle slaná. Campa, ze které se dělá kaše, je naopak nejčastěji sladká. Kromě toho se z campy připravují chlebové placky (balep korkun), nudle (přidávané do polévky thukpa) nebo malé knedlíčky naplněné masem (momo).
Kromě campy se nejčastěji konzumuje maso, hlavně jačí, kozí nebo skopové a jehněčí. Maso se tradičně jí sušené či vařené. Tibeťané si také oblíbili klobásy které se připravují z jater, krve, masa nebo mouky.
Také se často konzumují mléčné výrobky z jačího mléka. Mléko se pije čerstvé, připravuje se z něj jogurt nebo se stlouká na máslo a tvaroh. Při stloukání mléka se tvoří syrovátka, ze které se nejčastěji dělají různé druhy sýrů.

## Tradiční pokrmy
- Thukpa (tibetsky: ཐུག་པ་; wylie:thug pa) – tradiční nudlová polévka se zeleninou a jačím či jehněčím masem.
- Momo (tibetsky: མོག་མོག་;wylie: mog mog) – malé knedlíčky z mouky a vody naplněné jačím masem nebo sýrem.

### Chléb
- Baglep – chlebová placka z campy, vody a kypřícího prášku připravovaná pouze v centrálním Tibetu.[3]
- Ša Baglep – chléb naplněný masem.

### Sýry
- Serkam – jačí mléko se nechá zkvasit. Poté vznikne jogurt dai který se pak stluče na máslo. Syrovátka ze stlučeného dai se poté uvaří a usuší. Výsledkem je sýr – serkam.
- Sewsew – zfermentovaný sýr serkam (viz výše).
- Čhurpi – sušený a uzený sýr z jačího mléka.[4]

## Tradiční nápoje
- Po-ča (tibetsky: བོད་ཇ་), Ča süma (tibetsky: ཇ་སྲུབ་མ་) – je tradiční tibetský máslový čaj z čajovníkových lístků, jačího másla a soli.

- Sladký čaj – připravovaný z černého čaje, jačího mléka a cukru.
- Čang – ječmenné pivo s nízkým obsahem alkoholu.[5]
- Pindžopo – rýžové víno.[6]

## Svátky a jídlo
Během oslav tibetského nového roku Losar, který se koná obvykle v únoru či lednu, se během oslav připravují různé sváteční pokrmy. Mezi ně patří například droma, což je dušená rýže s brambory ochucená česnekem a koriandrem, smažené sladké těsto různých tvarů (zruční kuchaři jej dělají do tvaru lotosového květu) kapse nebo dresi – sladká rýže ochucená kardamonem a šafránem podávaná s máslem a rozinkami. Dresi je také častým jídlem na svatebních hostinách.
O svátku Šo dun (také "Jogurtový festival"), který se koná na konci léta a na podzim, hostí lidé mnichy tradičně jačím jogurtem. Poté následují různé náboženské obřady a tradiční pikniky (lingka).